# Liechtenstein aux Jeux olympiques d'hiver de 2022
Le Liechtenstein participe aux Jeux olympiques d'hiver de 2022 à Pékin en Chine du 9 au 20 février 2022. Il s'agit de sa vingtième participation à des Jeux d'hiver.
Il n'y aura pas de sportifs à la cérémonie d'ouverture ces derniers souhaitant se consacrer à la compétition.

## Athlètes engagés
| Sport       | Hommes | Femmes | Total |
| ----------- | ------ | ------ | ----- |
| Ski alpin   | 1      | 0      | 1     |
| Ski de fond | 0      | 1      | 1     |
| Total       | 1      | 1      | 2     |

## Résultats

### Ski alpin
Trois quotas ont été attribués au comité national au terme de la saison 2021-2022. Cependant les deux quotas féminins ont été refusés. Tina Weirather, médaillée de bronze aux derniers Jeux de Pyeongchang en 2018 en Super G, a cessé la compétition internationale en 2021.
Ce seront les troisièmes Jeux pour Marco Pfiffner.
| Athlète        | Épreuve  | 1re manche    | 1re manche  | 2e manche   | 2e manche   | Total         | Total |
| Athlète        | Épreuve  | Temps         | Rang        | Temps       | Rang        | Temps         | Rang  |
| -------------- | -------- | ------------- | ----------- | ----------- | ----------- | ------------- | ----- |
| Marco Pfiffner | Super G  | Non disputé   | Non disputé | Non disputé | Non disputé | 1 min 23 s 66 | 28e   |
| Marco Pfiffner | Descente | Non disputé   | Non disputé | Non disputé | Non disputé | 1 min 45 s 79 | 28e   |
| Marco Pfiffner | Combiné  | 1 min 45 s 11 | 13e         | 51 s 29     | 9e          | 2 min 36 s 40 | 11e   |

### Ski de fond
Un quota a été décroché chez les femmes : Nina Riedener sera engagé sur le 15 km skiathlon et 10 km classique.
| Athlète       | Épreuve                     | Classique   | Classique   | Libre         | Libre       | Total         | Total |
| Athlète       | Épreuve                     | Temps       | Rang        | Temps         | Rang        | Temps         | Rang  |
| ------------- | --------------------------- | ----------- | ----------- | ------------- | ----------- | ------------- | ----- |
| Nina Riedener | Skiathlon (7,5 km + 7,5 km) | 27 min 2 s  | 54e         | 25 min 15 s 9 | 57e         | 52 min 55 s 1 | 57e   |
| Nina Riedener | 10 km classique             | Non disputé | Non disputé | Non disputé   | Non disputé | 33 min 49 s   | 69e   |